# Nithan Brindamohan
Nithan Brindamohan, född 6 juni 2005,  är en kanadensisk taekwondoutövare. 

## Karriär
I maj 2024 tog Brindamohan guld i 54 kg-klassen vid panamerikanska mästerskapen i Rio de Janeiro efter att ha besegrat brasilianske Flávio Marques i finalen. Vid sommaruniversiaden 2025 i Rhen-Ruhr-regionen tog han guld i 54 kg-klassen efter att ha besegrat amerikanske Ethan Gun i finalen.